# 群馬パース大学
群馬パース大学（ぐんまパースだいがく、英語: Gunma Paz University,  Paz）は、群馬県高崎市問屋町1-7-1に本部を置く日本の私立大学。1998年創立、2005年大学設置。大学の略称はパース、パース大、群馬パ大。

## 概観

### 大学全体
看護学部と理学療法学科・作業療法学科・言語聴覚学科からなるリハビリテーション学部、検査技術学科・放射線学科・臨床工学科からなる医療技術学部と保健科学研究科を設置する大学院で構成される医療系大学である。看護師、保健師、助産師、理学療法士、作業療法士、言語聴覚士、臨床検査技師、診療放射線技師、臨床工学技士の養成を行っている。学校法人群馬パース大学が設置している。同法人は、群馬パース大学以外にも群馬パース大学福祉専門学校（渋川市）を運営している。また、関係機関として、医療法人社団ほたか会、株式会社サフラン、社会福祉法人パースの森、株式会社パース四方木がある。
群馬パース大学の「パース」とは、ポルトガル語で平和（paz）を意味している。日本に初めて近代的概念に基づく病院を設置したルイス・デ・アルメイダが、ポルトガル人であったことにちなんでいる。計画初期は「群馬国際看護短期大学」という校名になる予定だったが、「国際」という言葉は実情にそぐわないという理由から「パース」と名付けられた。「paz」の3文字にもそれぞれこめられた意味があり、PはPessoa＝個性、AはAssistencia＝互助、ZはZelo＝熱意を表現している。
流星祭という学園祭が毎年開催される。交通アクセスが非常によく、近県から新幹線通学する学生もいる。

### 建学の精神（校訓・理念・学是）
群馬パース大学は、高い見識等を備えた人材の育成や高い専門性を持った人材の輩出を目指すことを建学の精神としており、「個性の重視と互助の精神、熱意、そしてこれらを調和させ平和を目指すこと」という理念を掲げている。また、望ましい学生の諸条件を学科ごとに定めており、それらをアドミッション・ポリシーとして公開している。

### 教育および研究
海外研修を実施。日本医療と各国医療の違いや、異文化交流を学ぶ。「看護師・助産師・保健師・理学療法士・臨床検査技師・診療放射線技師・臨床工学技士を目指す者として、日本だけではなく海外の医療制度にも目を向け、より深く医療の本質を考える」を海外研修の目的とする。

## 沿革

### 略歴
1998年、群馬県北部唯一の高等教育機関として、地元の強い要望を受け、群馬パース看護短期大学が開学した。2002年の群馬パース学園短期大学への改称を経て、2005年に4年制大学に移行した。2009年4月、大学院を設置し保健科学研究科保健科学専攻を開設した。また、2010年には高崎市問屋町に「高崎新キャンパス」が完成した。

### 年表
- 2005年 - 4年制大学に移行。大学としての第1回入学式挙行。
- 2009年 - 第1回学位授与式挙行。大学院修士課程保健科学研究科設置。
- 2010年 - 高崎新キャンパスを群馬県高崎市問屋町に開設。
- 2013年 - 検査技術学科設置。看護学科助産師課程開始。2号館（検査技術学科棟）、3号館（体育棟）竣工
- 2017年 ‐ 放射線学科、臨床工学科設置。4号館（放射線学科・臨床工学科棟）竣工
- 2018年 - 大学院保健科学研究科　保健科学専攻　博士後期課程設置。これに合わせて従来の修士課程を博士前期課程とした。
- 2021年 - 理学療法学科に新設の作業療法学科、言語聴覚学科を加え、リハビリテーション学部を設置。1号館別館（作業療法学科、言語聴覚学科棟）、5号館（学生支援センター、健康管理センター、国際交流センター、地域連携センター、看護実践教育センター、学生専用マンション）竣工
- 2022年4月 - 看護学部を設置、保健科学部を医療技術学部に名称変更。

## 基礎データ

### 所在地
- 〒370-0006　群馬県高崎市問屋町1-7-1

## 教育および研究

### 組織

#### 学部
- 看護学部
  - 看護学科
- リハビリテーション学部
  - 理学療法学科
  - 作業療法学科
  - 言語聴覚学科
- 医療技術学部
  - 検査技術学科
  - 放射線学科
  - 臨床工学科

#### 大学院
- 保健科学研究科
  - 保健科学専攻（博士前期・後期課程）

#### 附属機関
- 附属図書館
- 附属研究所

## 大学関係者と組織

### 大学関係者組織
群馬パース大学の同窓会は「群馬パース同窓会」と称しており、群馬パース看護短期大学や群馬パース学園短期大学の卒業生らと合同で組織されている。

### 大学関係者一覧
- 群馬パース大学の人物一覧

## 施設

### キャンパス
- 使用学部：看護学部、リハビリテーション学部、医療技術学部
- 使用研究科：保健科学研究科
- 使用附属施設：附属図書館
- 交通アクセス：

JR上越線・両毛線「高崎問屋町駅」問屋口より直進徒歩8分

## 対外関係

### 系列校
- 群馬パース大学福祉専門学校

## 公式サイト
- 群馬パース大学ホームページ